# Trios

aldotrios

ketotrios

Trioser är de enklaste monosackariderna och innehåller tre kolatomer. Det finns endast två trioser: aldotrios (glyceraldehyd) och ketotrios (dihydroxiaceton). Trioser är viktiga för cellandningen. Mjölksyra och pyrodruvsyra bildas nämligen från aldotrios respektive ketotrios.